# Campeonato Neerlandés de Fútbol 1922-23
El Campeonato Neerlandés de Fútbol 1922/23 fue la 35.ª edición del campeonato de fútbol de los Países Bajos. Participaron 43 equipos divididos en cuatro divisiones. El campeón nacional sería determinado por un grupo final formado con los ganadores de las divisiones de fútbol del este, norte, sur y oeste. RCH ganó el campeonato de este año.

## Nuevos participantes
Eerste Klasse Este:
- Promovido desde la 2ª división: Enschedese Boys

Eerste Klasse Norte:
- Promovido desde la 2ª división: LVV Friesland

Eerste Klasse Sur:
- Promovido desde la 2ª división: FC Eindhoven

Eerste Klasse Oeste:
- Promovido desde la 2ª división: HC & CV Quick y Sparta Rotterdam

## Divisiones

### Eerste Klasse Este
| Pos | Equipo           | PJ | PG | PE | PP | GF | GC | Pts | DG  | Notas                                     |
| --- | ---------------- | -- | -- | -- | -- | -- | -- | --- | --- | ----------------------------------------- |
| 1   | Go Ahead         | 18 | 15 | 3  | 0  | 55 | 9  | 33  | +46 | Clasificado al grupo final por el título. |
| 2   | Heracles         | 18 | 9  | 6  | 3  | 33 | 23 | 24  | +10 |                                           |
| 3   | SC Enschede      | 18 | 8  | 7  | 3  | 38 | 22 | 23  | +16 |                                           |
| 4   | Quick Nijmegen   | 18 | 7  | 5  | 6  | 23 | 21 | 19  | +2  |                                           |
| 5   | Enschedese Boys  | 18 | 8  | 2  | 8  | 28 | 29 | 18  | -1  |                                           |
| 6   | HVV Hengelo      | 18 | 6  | 3  | 9  | 23 | 28 | 15  | -5  |                                           |
| 7   | Koninklijke UD   | 18 | 6  | 3  | 9  | 31 | 39 | 15  | -8  |                                           |
| 8   | ZAC              | 18 | 5  | 2  | 11 | 27 | 35 | 12  | -8  |                                           |
| 9   | TSV Theole       | 18 | 5  | 3  | 10 | 20 | 39 | 13  | -19 |                                           |
| 10  | Be Quick Zutphen | 18 | 4  | 0  | 14 | 14 | 47 | 8   | -33 | Descendido a la segunda división.         |

PJ = Partidos jugados; PG = Partidos ganados; PE = Partidos empatados; PP = Partidos perdidos; GF = Goles a favor; GC = Goles en contra; Pts = Puntos; DG = Diferencia de goles

### Eerste Klasse Norte
| Pos | Equipo          | PJ | PG | PE | PP | GF | GC | Pts | DG  | Notas                                     |
| --- | --------------- | -- | -- | -- | -- | -- | -- | --- | --- | ----------------------------------------- |
| 1   | Be Quick 1887   | 18 | 13 | 3  | 2  | 73 | 22 | 29  | +51 | Clasificado al grupo final por el título. |
| 2   | Velocitas 1897  | 18 | 13 | 0  | 5  | 42 | 19 | 24  | +23 | Se le descontaron 2 puntos.               |
| 3   | Achilles 1894   | 18 | 9  | 5  | 4  | 39 | 22 | 23  | +17 |                                           |
| 4   | WVV Winschoten  | 18 | 10 | 3  | 5  | 52 | 40 | 23  | +12 |                                           |
| 5   | LAC Frisia 1883 | 18 | 7  | 4  | 7  | 33 | 30 | 18  | +3  |                                           |
| 6   | Upright         | 18 | 6  | 3  | 9  | 18 | 43 | 15  | -25 |                                           |
| 7   | LVV Friesland   | 18 | 6  | 4  | 8  | 26 | 31 | 14  | -5  | Se le descontaron 2 puntos.               |
| 8   | Veendam         | 18 | 5  | 2  | 11 | 24 | 31 | 12  | -7  |                                           |
| 9   | MVV Alcides     | 18 | 4  | 5  | 9  | 17 | 43 | 11  | -36 | Se le descontaron 2 puntos.               |
| 10  | GSAVV Forward   | 18 | 2  | 1  | 15 | 12 | 55 | 5   | -43 | Descendido a la segunda división.         |

PJ = Partidos jugados; PG = Partidos ganados; PE = Partidos empatados; PP = Partidos perdidos; GF = Goles a favor; GC = Goles en contra; Pts = Puntos; DG = Diferencia de goles

### Eerste Klasse Sur
| Pos | Equipo          | PJ | PG | PE | PP | GF | GC | Pts | DG  | Notas                                     |
| --- | --------------- | -- | -- | -- | -- | -- | -- | --- | --- | ----------------------------------------- |
| 1   | Willem II       | 20 | 16 | 1  | 3  | 68 | 31 | 33  | +37 | Clasificado al grupo final por el título. |
| 2   | NAC             | 20 | 14 | 1  | 5  | 53 | 31 | 29  | +21 |                                           |
| 3   | FC Eindhoven    | 20 | 10 | 5  | 5  | 42 | 25 | 25  | +17 |                                           |
| 4   | MVV Maastricht  | 20 | 11 | 3  | 6  | 38 | 27 | 25  | +11 |                                           |
| 5   | RKVV Wilhelmina | 20 | 10 | 2  | 8  | 33 | 35 | 22  | -2  |                                           |
| 6   | BVV Den Bosch   | 20 | 9  | 3  | 8  | 48 | 34 | 21  | +14 |                                           |
| 7   | NNOAD           | 20 | 5  | 7  | 8  | 26 | 29 | 17  | -3  |                                           |
| 8   | Bredania        | 20 | 6  | 4  | 10 | 27 | 27 | 16  | 0   |                                           |
| 9   | SV DOSKO        | 20 | 6  | 0  | 14 | 19 | 54 | 12  | -35 |                                           |
| 10  | PSV Eindhoven   | 20 | 4  | 3  | 13 | 29 | 49 | 11  | -20 |                                           |
| 11  | CVV Velocitas   | 20 | 4  | 1  | 15 | 24 | 65 | 9   | -41 | Descendido a la segunda división.         |

PJ = Partidos jugados; PG = Partidos ganados; PE = Partidos empatados; PP = Partidos perdidos; GF = Goles a favor; GC = Goles en contra; Pts = Puntos; DG = Diferencia de goles

### Eerste Klasse Oeste
| Pos | Equipo              | PJ | PG | PE | PP | GF | GC | Pts | DG  | Notas                                               |
| --- | ------------------- | -- | -- | -- | -- | -- | -- | --- | --- | --------------------------------------------------- |
| 1   | RCH                 | 22 | 9  | 11 | 2  | 38 | 21 | 29  | +17 | Clasificado al grupo final por el título. [Oeste I] |
| 2   | Blauw-Wit Amsterdam | 22 | 11 | 5  | 6  | 41 | 31 | 27  | +10 | [Oeste II]                                          |
| 3   | Feijenoord          | 22 | 10 | 5  | 7  | 47 | 33 | 25  | +14 | [Oeste I]                                           |
| 4   | HBS Craeyenhout     | 22 | 8  | 8  | 6  | 24 | 24 | 24  | 0   | [Oeste II]                                          |
| 5   | AFC Ajax            | 22 | 9  | 5  | 8  | 32 | 27 | 23  | +5  | [Oeste I]                                           |
| 6   | VOC                 | 22 | 9  | 4  | 9  | 41 | 36 | 22  | +5  | [Oeste I]                                           |
| 7   | HFC Haarlem         | 22 | 9  | 3  | 10 | 43 | 45 | 21  | -2  | [Oeste II]                                          |
| 8   | Sparta Rotterdam    | 22 | 8  | 4  | 10 | 28 | 34 | 20  | -6  | [Oeste II]                                          |
| 9   | DFC                 | 22 | 8  | 3  | 11 | 38 | 41 | 19  | -3  | [Oeste I]                                           |
| 10  | HC & CV Quick       | 22 | 6  | 7  | 9  | 24 | 31 | 19  | -7  | [Oeste II]                                          |
| 11  | HVV Den Haag        | 22 | 8  | 3  | 11 | 34 | 45 | 19  | -11 | [Oeste I]                                           |
| 12  | UVV Utrecht         | 22 | 5  | 6  | 11 | 20 | 42 | 16  | -22 | [Oeste II]                                          |

PJ = Partidos jugados; PG = Partidos ganados; PE = Partidos empatados; PP = Partidos perdidos; GF = Goles a favor; GC = Goles en contra; Pts = Puntos; DG = Diferencia de goles
[Oeste I] Equipos trasladados a la división oeste I para la próxima temporada. 

[Oeste II] Equipos trasladados a la división oeste II para la próxima temporada.

### Grupo final por el título
| Pos | Equipo        | PJ | PG | PE | PP | GF | GC | Pts | DG | Notas                       |
| --- | ------------- | -- | -- | -- | -- | -- | -- | --- | -- | --------------------------- |
| 1   | RCH           | 6  | 4  | 0  | 2  | 16 | 11 | 8   | +5 |                             |
| 2   | Be Quick 1887 | 6  | 2  | 1  | 3  | 9  | 8  | 5   | +1 |                             |
| 3   | Go Ahead      | 6  | 2  | 1  | 3  | 4  | 8  | 5   | -4 |                             |
| 4   | Willem II     | 6  | 3  | 0  | 3  | 12 | 14 | 4   | -2 | Se le descontaron 2 puntos. |

PJ = Partidos jugados; PG = Partidos ganados; PE = Partidos empatados; PP = Partidos perdidos; GF = Goles a favor; GC = Goles en contra; Pts = Puntos; DG = Diferencia de goles
|                         |
| Campeón RCH 1.er título |